# Łyżniaki
Łyżniaki – przysiółek wsi Troniny w Polsce, położony  w województwie śląskim, w powiecie kłobuckim, w gminie Lipie. 
Do 31 grudnia 2016 był to przysiółek wsi Danków.
Przysiółek wchodzi w skład sołectwa Danków.
W latach 1975–1998 przysiółek administracyjnie należał do województwa częstochowskiego.